# Накамура Тадасі
Накамура Тадасі (яп. 中村 忠, нар. 10 червня 1971, Токіо —) — японський футболіст, що грав на позиції захисника.

## Клубна кар'єра
Грав за команду Верді Кавасакі, Урава Ред Даймондс, Кіото Перпл Санга.

## Виступи за збірну
Дебютував 1995 року в офіційних матчах у складі національної збірної Японії. У формі головної команди країни зіграв 16 матчів.

## Статистика
Статистика виступів у національній збірній.
| Збірна Японії | Збірна Японії | Збірна Японії |
| Роки          | Ігри          | голи          |
| ------------- | ------------- | ------------- |
| 1995          | 3             | 0             |
| 1996          | 4             | 0             |
| 1997          | 8             | 0             |
| 1998          | 1             | 0             |
| Усього        | 16            | 0             |

## Титули і досягнення
- Чемпіон Японії (3):

«Верді Кавасакі»: 1991-92, 1993, 1994
- Володар Кубка Імператора Японії (2):

«Верді Кавасакі»: 1996
«Кіото Санґа»: 2002
- Володар Кубка Джей-ліги (3):

«Верді Кавасакі»: 1992, 1993, 1994
- Володар Суперкубка Японії (2):

«Верді Кавасакі»: 1994, 1995